# Affaire de la caisse noire de l'ASSE
L'affaire de la caisse noire de l'AS Saint-Etienne éclate le 1er avril 1982 à la suite de révélations publiées dans Loire-Matin.
Elle aboutit à la mise à l'écart puis à la condamnation de Roger Rocher, président du club stéphanois depuis 1961.

## Contexte
Afin de pouvoir conserver les meilleurs joueurs, une caisse noire existe à l'ASSE. Sa création est datée de 1947, mais elle a pris une dimension plus grande dans les dernières années de la présidence de Roger Rocher : 20 millions de francs auraient transité par cette caisse entre 1977 et 1982. Cette caisse noire a été constituée à partir de retenues effectuées sur les recettes de la boutique du club et des matchs de coupe d'Europe.
Elle aurait permis de conserver les meilleurs joueurs - Larios, Janvion, Platini ou encore Piazza -, mais a aussi profité à Robert Herbin, l'entraîneur de l'époque. Le président Rocher a été soupçonné d'avoir bénéficié lui aussi de cet argent, ce qu'il a toujours démenti. Roger Rocher est condamné le 15 mai 1991 à 36 mois de prison dont quatre ferme et 800 000 francs d'amende. Il effectuera ses quatre mois de prison. Il bénéficiera en octobre 1991 d'une grâce présidentielle. Ces quatre mois le laisseront profondément meurtri et à partir de ce moment-là, il s'éloignera définitivement de l'ASSE et de la médiatisation.

## Conséquences
Les retombées de cette affaire seront dramatiques pour le club forézien. À la suite du départ de ses meilleurs joueurs, et la défection des supporters, l'ASSE descendra en division 2 à la fin de la saison 1983-1984.

## Autres références
- Portrait de Roger Rocher
- Article de "Poteaux carrés"
- « Article de l'After Foot » (version du 14 février 2013 sur Internet Archive)